# おねがい☆ツインズ
『おねがい☆ツインズ』は日本のアニメ作品。『おねがい☆ティーチャー』の続編。

## 概要
2003年7月15日から10月14日にかけて、WOWOWのアニメノンスクランブル枠にて第12話まで放送された。略称は「おねツイ」または「おね2」。 
2004年4月28日発売のDVD第7巻に、後日談となる新作が第13話として収録された。
2005年7月から9月の間、月に一度だけ、チャンネルNECOのアニメエクストラ内で、未放送の第13話を含む総集編が放送され、2005年12月にもチャンネルNECOで全話一挙放送された。その後も、AT-X　キッズステーションなどでの放送やネット配信などが行われている。
放送開始と同時に『月刊コミック電撃大王』で漫画化され、放送終了後には『電撃文庫』にて小説化された。なお、アニメと漫画、小説とでは設定とストーリーが一部異なっている。

## 舞台
おねがいシリーズの舞台は長野県大町市の木崎湖周辺で、学校は松本市にある旧制松本高校をモデルにしている。なお、脚本家やキャラクター原案などのスタッフが同じあの夏で待ってるでは舞台は長野県小諸市に移っているが終盤に木崎湖などが登場する。
これらの舞台（聖地）にファンが巡り歩くことを「巡礼」と言い、木崎湖周辺のお店にはポスターや巡礼ノートなどが置かれている。
放送終了から数年を経ても巡礼に訪れる者が続き、舞台となった施設では原画展などのイベントが開催されていた。2008年9月1日にはJR信濃大町駅で「アニメのなかの大糸線入場券」が発売された。

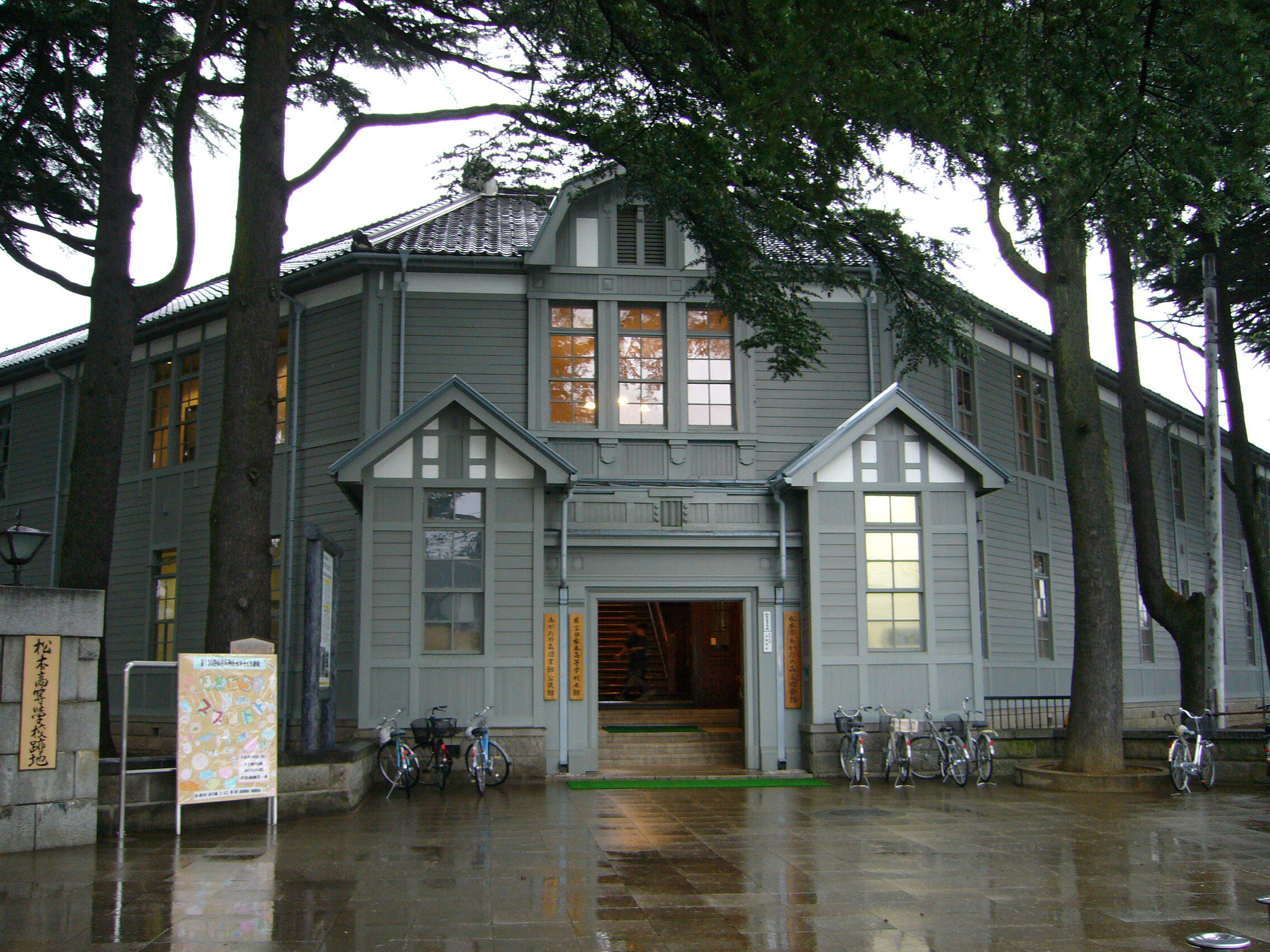
旧制松本高校 本館
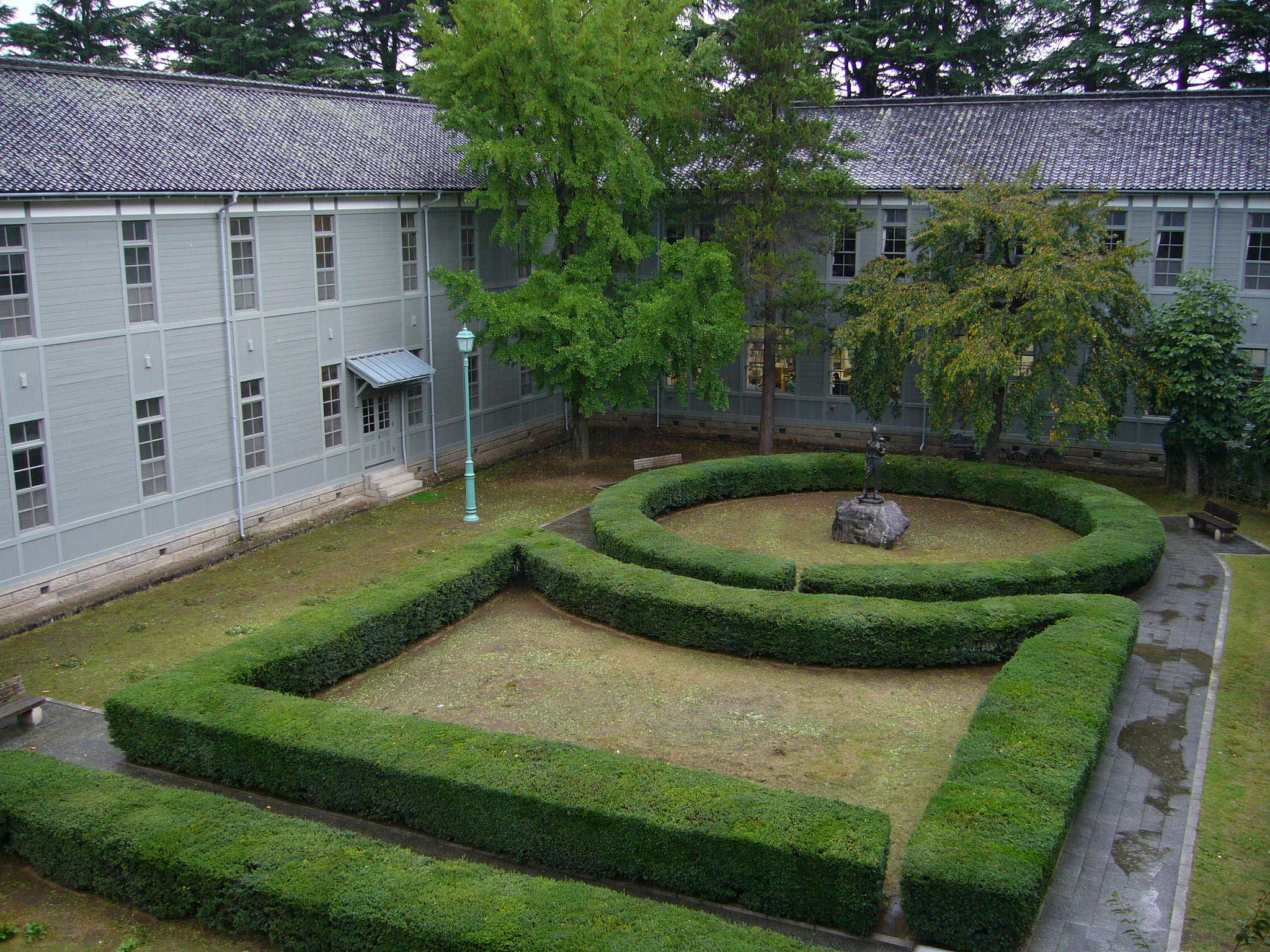
反転に変更された、高校の中庭
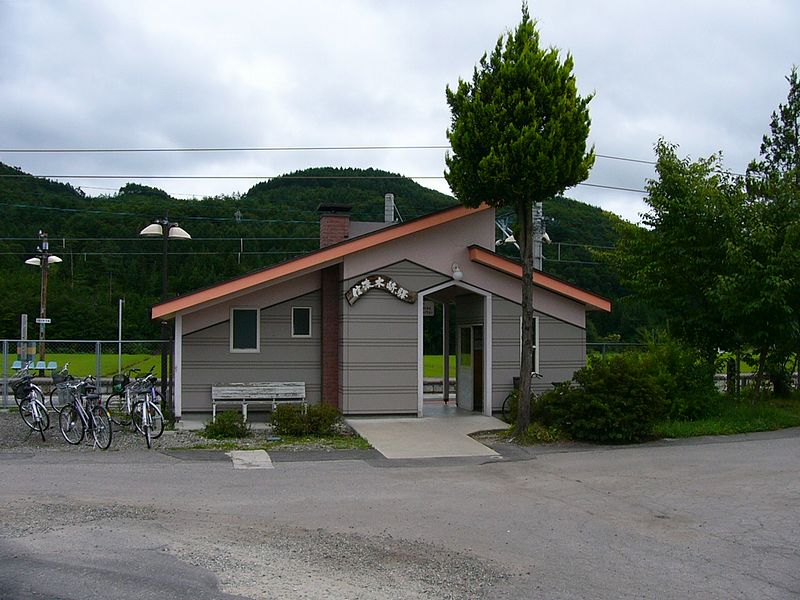
信濃木崎駅

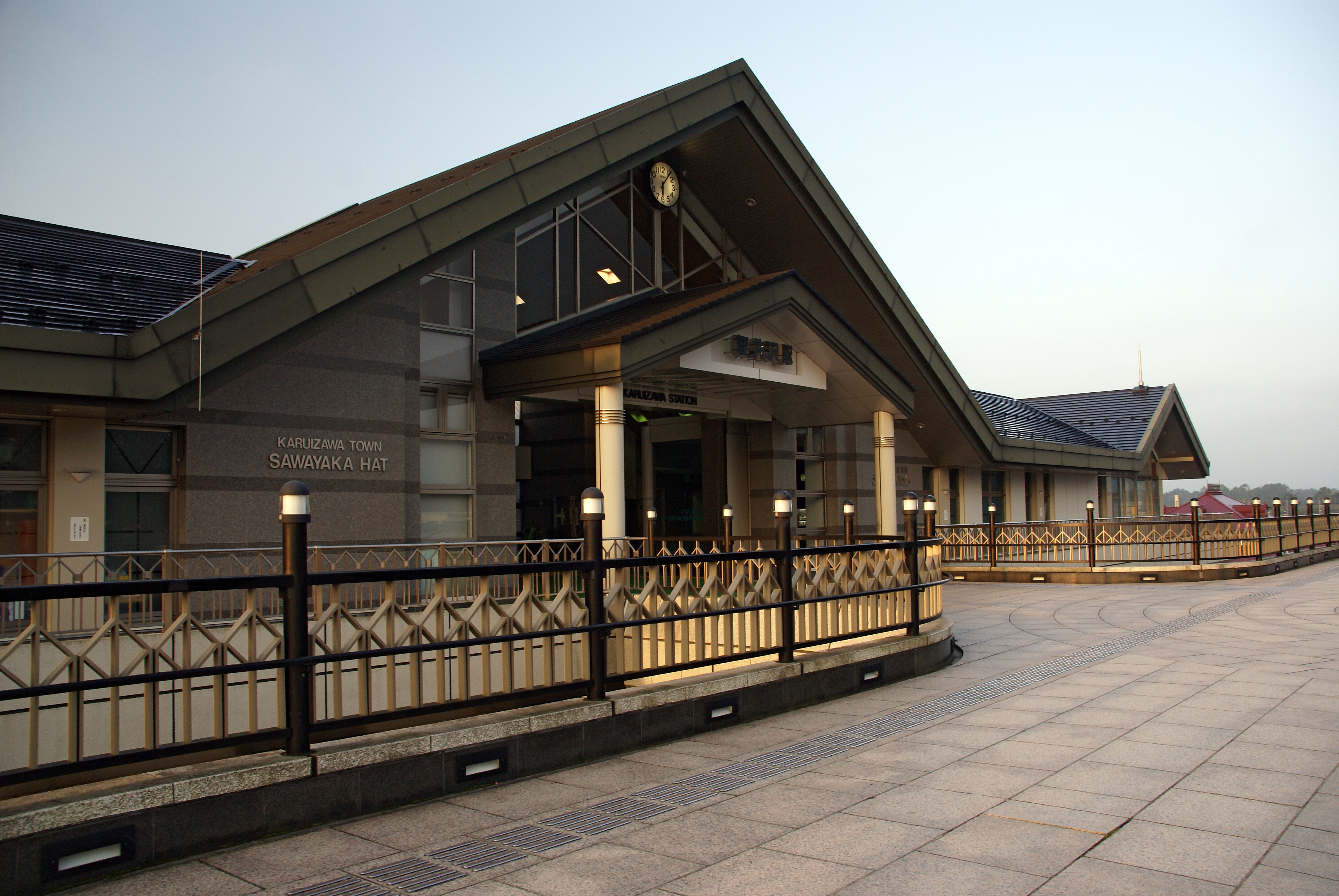
軽井沢駅の二階
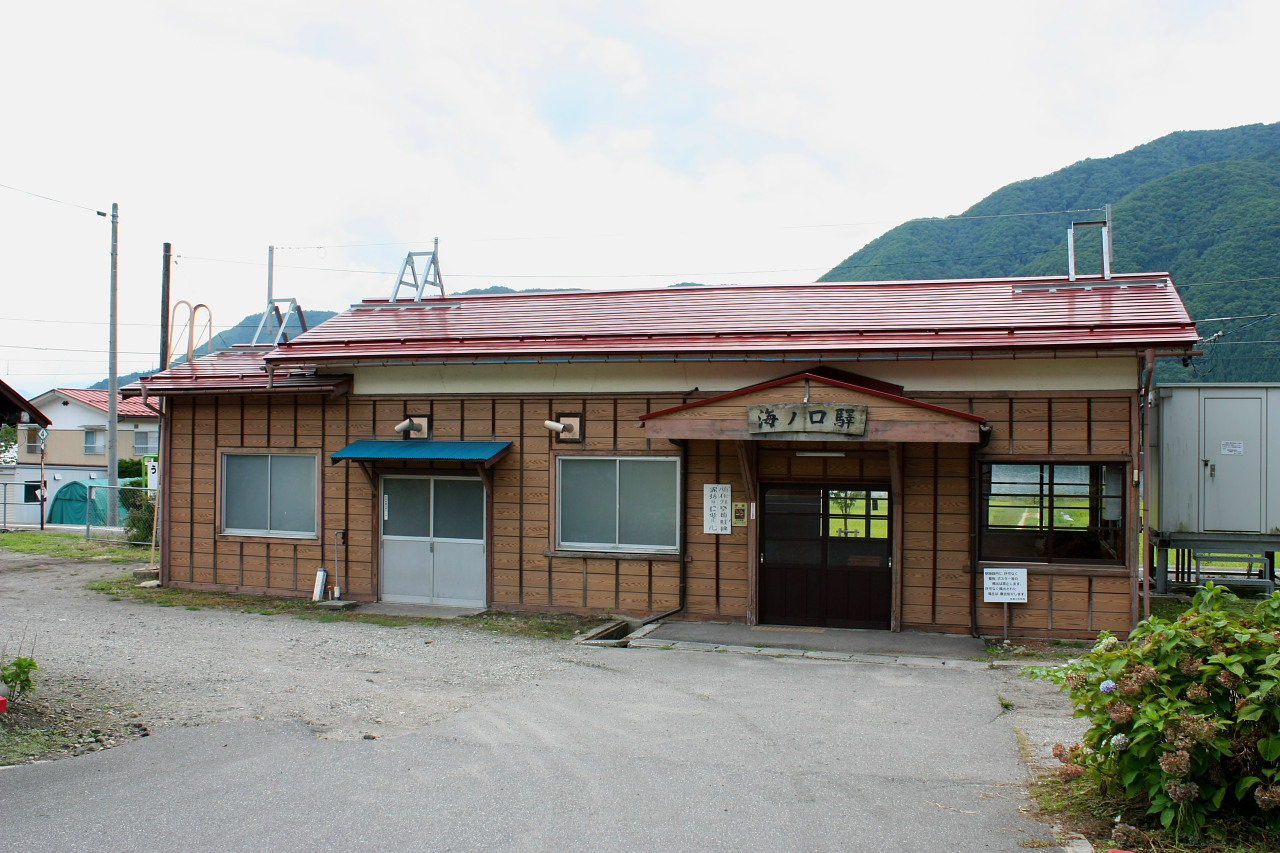
海ノ口駅
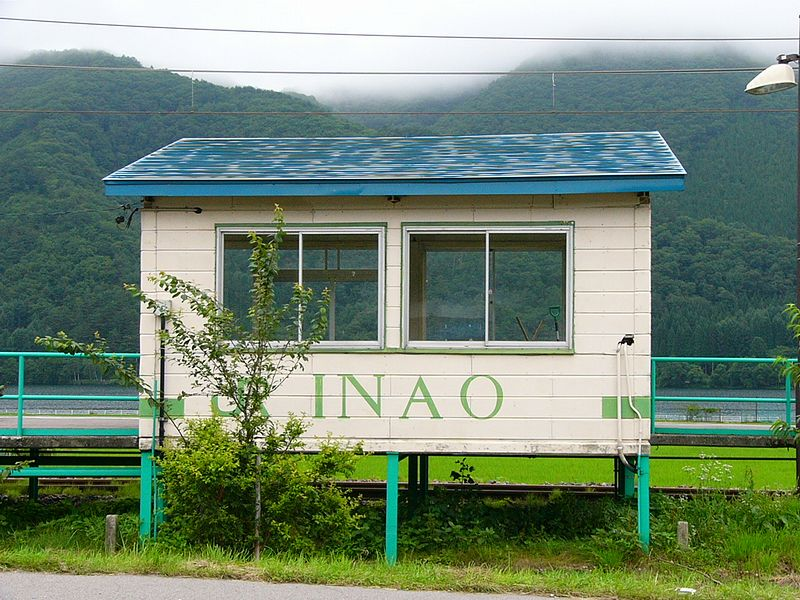
稲尾駅

## ストーリー
木崎湖での『正体不明のUFO騒ぎ』で偶然テレビに写った一軒の家を目にしたことが、1人の少年と2人の少女にとって大きな転機となった。3人はいずれも、幼い女の子2人と男の子が遊ぶ場面を写した写真を持っており、写真の背景にその家が写っていたのである。
それから2年後。その1人、高校1年生の神城 麻郁は、幼い自分と一緒に写真に写るその家を借りて、フリーランスの在宅プログラマーとして一人暮らしをしていた。両親を知らず施設で育った彼は、自分の出生を調べていたが、なにも手がかりはなかった。
そんな彼の下に、彼と同じ瞳の色をした2人の女の子、明るく快活な宮藤 深衣奈と、大人しくて内気な小野寺 樺恋が訪ねてくる。2人とも例の写真を持っていて、自分こそが『麻郁と血の繋がりをもつ双子の兄妹』だと名乗り、なかば強引に居候として同居することになる。
どちらが双子なのか判明しないまま奇妙な共同生活を始め、さらに同じ高校に通う事になる3人。やがて深衣奈と樺恋は、ぶっきら棒だが優しい麻郁に恋心を抱くようになる。肉親でなければ、その家にいられない。肉親であれば、恋人になれない。葛藤する2人は『恋愛同盟』を結成して、互いの恋愛を応援しあうようになるのであった。
やがて、『家の写真』を撮影した場所を見つけたことから、樺恋こそが『麻郁の妹』であることが判明する。それと同時に、2人と血縁ではないことが判った深衣奈は、2人に告げることなく家出してしまう。血の繋がりがないから、麻郁と恋人同士になれる……その想いが強すぎて麻郁を意識してしまい、一緒に住むことが出来ないという深衣奈に、麻郁はプロポーズじみた告白をして二人は付き合うことになる。

## 登場人物

### 県立木崎高校1年
神城 麻郁（かみしろ まいく）
声 - 浪川大輔
本作品の主人公。高校1年生兼在宅プログラマー。幼い頃、両親に捨てられ、誰にも干渉せずに一人で暮らしていたが、深衣奈と樺恋に出会ってからは、少しずつ雰囲気が変わっていった。一見はクールだが、責任感が強く、深く関わった人を見捨ててはおけない優しい性格を持つ。原付の運転免許を持っており、原付でバイク通学を行っている。
宮藤 深衣奈（みやふじ みいな）
声 - 中原麻衣
本作品のヒロインの一人。麻郁と瞳の色が同じ。明るく元気で活発な美少女で、積極的に行動を起こす性格。両親の顔を知らないまま施設で育てられた。中学時代は陸上部に所属していたが、交通事故で左膝を怪我してしまったため、陸上選手への夢が断たれた。また、炊事や洗濯などの家事全般が得意。後に樺恋と一緒に恋愛同盟を結成する。「切実」が口癖。神城麻郁の妹ではないが、「幼い頃の写真」に写っていたもう一人の女の子だと判明した（アニメ版）。その後、麻郁と恋人同士の関係になる。なお、コミック版では麻郁、樺恋ら兄妹の従姉妹にあたると設定されている。
小野寺 樺恋（おのでら かれん）
声 - 清水愛
本作品のヒロインの一人。エメラルドの長い髪で後頭部に大きなリボンをつけていて、麻郁と瞳の色が同じ。深衣奈と違って、しとやかな性格。プリッチという菓子が大好物で、何かに驚くと失神してしまうのがタマにキズ。まりえと仲がいい。麻郁や深衣奈と一緒に暮らす以前は、おじ（肉親では無く施設から引き取った保護者）夫婦の所で暮らしていた。後に深衣奈と一緒に恋愛同盟を結成する。昔暮らした向かいの廃墟の家で、神城麻郁の母親が残した日記帳ノートが見つかり、神城麻郁との双子の妹である事が明かされ、また「幼い頃の写真」には昼寝していたため、彼女は写っていなかった（アニメ版）。麻郁の双子の妹になってからは、自由気ままに麻郁にキスを迫るなど大胆さが過激を増し、宮藤深衣奈にヤキモキさせた。リボンの色は毎回変わっている。
島崎 康生（しまざき こうせい）
声 - 鈴村健一
麻郁のクラスメイトで、ナルシストなところがある。秀才でかなりの美男子だが、調子者の性格。中学3年生の時に椿と付き合っていたが、ある事がきっかけで破綻し、その時のトラウマから最初は同性の麻郁にくっついていたが、後に椿と和解し縒りを戻した。
四道 晴子（しどう はるこ）
声 - 新谷良子
跨の妹で、深衣奈と樺恋のクラスメイト。天真爛漫な性格であり、色恋沙汰には全くの無縁。まとわり付いてくるシスコンの兄とは仲がいいが、変態扱いしている。因みに初潮前（11話より）。家は美容院。右膝の絆創膏がトレードマーク。
佐川 秋那（さがわ あきな）
声 - 浅野真澄
深衣奈と樺恋のクラスメイトで、晴子の親友。
真下 双葉（ました ふたば）
声 - 佐久間紅美
深衣奈と樺恋のクラスメイトで、晴子の親友。

### 県立木崎高校2年
織部 椿（おりべ つばき）
声 - 根谷美智子
生徒会副会長で、麻郁達の一年先輩。かなりのグラマーで眼鏡っ娘な高校2年生。高校1年の時に島崎と付き合っていたが、ある事がきっかけで破綻し、以後距離を置いていた。麻郁と知り合ったあとは事ある度にちょっかいを出していたが、後に以前つき合っていた島崎と和解し縒りを戻した。

### 県立木崎高校3年
草薙 桂（くさなぎ けい）
声 - 保志総一朗
前作から引き続き登場。麻郁たちの2年先輩で、みずほ先生の旦那様でもある。本編ではいくどか登場するも、セリフはくしゃみ1回だけ（漫画版ではいくらか用意されている）。ただ、未放送だった13話ではセリフが用意されている。3年間停滞していたため、戸籍上の年齢は20歳。UFO事件は、前作での彼の行動が原因であり、麻郁達3人が出会うきっかけを作った人物。
森野 苺（もりの いちご）
声 - 田村ゆかり
前作から引き続き登場、相変わらずの幼い外見をしている。ただし、性格（というかキャラクター）が変更・誇張されている。生徒会長であり、趣味はカメラで写真を撮ることだが、その被写体はもっぱら他人の恥ずかしい場面であり、それゆえに校内では絶大な権力を誇っている。6年間停滞していたため戸籍上の年齢は23歳である。小説では椿と併せて生徒会の凸凹コンビと陰で呼ばれている。諜報員S3号の密告により、夜な夜な謎のリサイタルを開いていることが判明する。
四道 跨（しどう またぐ）
声 - 三浦祥朗
前作から引き続き登場する、桂の親友。しかし前作とは、性格が大幅に異なる（ただし前作の13話で、すでに壊れ始めている兆候が見られる）。女の子には全くもてない上、究極のシスコンでロリコンで変態性欲者であり、作中では散々な扱いを受けることが多い。妹の友人たちはもちろん、学校中に知られている変態でかなり嫌われている。小説版でも、彼とは親友であるはずの漂介までもが、「あいつにはマジで関わらない方がいい」と深衣奈たちに忠告していたほどである。

### その他の登場人物
風見 みずほ（かざみ みずほ）
声 - 井上喜久子
前作から引き続き登場。麻郁と康生のクラスの教師で、深衣奈と樺恋の「恋の相談相手」でもある。生徒会と行動を共にすることが多い。外見年齢は25歳で、前作より少し髪型を変えた。夫の桂とはあいかわらずのラブラブっぷりで、すでにその関係は周知の事実である（『おねがい☆ティーチャー』のメモリアルDVD-BOXにバンドルされたCDドラマで、本編以前に結婚していることが職員会議で公認されたことも明らかになった）。天然ボケがより顕著になった。
まりえ
声 - 金田朋子
前作から引き続き登場。生徒や住民に頻繁に目撃されながら、なぜか違和感なく受け入れられている。樺恋と同じくプリッチが大好物で、すっかり餌付けされてしまう。樺恋からは当初、「不思議ちゃん」と呼ばれていた。
社 裕香（やしろ ゆうか）
声 - 沢城みゆき
深衣奈の中学時代の同級生、深衣奈が陸上部にいた頃、一緒に部活動をしていた。彼女の母も有名な陸上選手である。
菊池 浩美（きくち ひろみ）
声 - 進藤尚美
麻郁の仕事の発注元の担当者。ドラマCD「百合百合ツインズ」では、フルネームが明らかになった。同ドラマCDの解説によれば、おねがい☆ツインズのアニメ本編、及び各種ラジオ (CD) ドラマの音響監督を務めた菊田浩巳氏の名前が元ネタ。
さらに前作からは、縁川小石、山田正臣、間雲漂介、水澄楓、なっちゃん、風見はつほ（小説版のみ）、風見まほ（ドラマCDのみ）のキャラクター達が登場する。前作からの登場人物の性格などが変更・誇張されているのは、前作との間にリリースされたCDドラマシリーズの影響が大きい。

## 恋愛同盟
第6話で、お互いが麻郁に恋していることを知った深衣奈と樺恋が結成した同盟。
同盟規約は、以下の通り。
1. どちらが麻郁の肉親か分かるまで、麻郁に告白はしない
2. もし麻郁と肉親だと分かったら、すぐに報告する
3. 肉親だった方は麻郁との恋をサポートする
4. 麻郁に言い寄ってくる他の子は、武力を行使してでも排除する
5. 私達は、いつも神城麻郁のそばに居る

## スタッフ
- 企画・原作 - Please!
- 監督 - 井出安軌
- キャラクター原案 - 羽音たらく
- キャラクター原案協力 - 古美明
- キャラクターデザイン - 合田浩章
- メカニックデザイン - 渡辺義弘
- 美術基本設定 - 須江信人
- 美術監督 - 佐藤豪志
- 色彩設計 - 渋谷圭子
- 撮影監督 - わたなべぢゅんいち
- デジタルオーサリング - 田中恒嗣
- 音響監督 - 菊田浩巳
- 音楽 - feel／細井聡司（hosplug）／ZIZZ produced by Aifmade+
- プロデューサー - 森本浩二、安西武
- 共同プロデューサー - 大澤信博
- アニメーション制作 - 童夢
- プロデュース協力 - ジェンコ
- 製作 - バンダイビジュアル

## 主題歌
オープニングテーマ「Second Flight」
作詞 - KOTOKO / 作曲 - 高瀬一矢 / 編曲 - 高瀬一矢・中沢伴行 / 歌 - KOTOKO&佐藤裕美
エンディングテーマ「明日への涙」
作詞 - KOTOKO / 作曲・編曲 - 中沢伴行 / 歌 - 川田まみ

## 各話リスト
| 話数 | サブタイトル           | 脚本     | 絵コンテ          | 演出               | 作画監督                         | 放送日         |
| ---- | ---------------------- | -------- | ----------------- | ------------------ | -------------------------------- | -------------- |
| 1    | 双子が3人?             | 黒田洋介 | 八谷賢一          | 八谷賢一           | 奥田淳                           | 2003年 7月15日 |
| 2    | 肉親かもしれない       | 黒田洋介 | 野中卓也          | 野中卓也           | 山下祐                           | 7月22日        |
| 3    | 他人かもしれない       | 黒田洋介 | くるおひろし      | くるおひろし       | きみしま幾智                     | 7月29日        |
| 4    | きみにやさしく         | 黒田洋介 | 米田和博 井出安軌 | わたなべぢゅんいち | 大河原晴男                       | 8月5日         |
| 5    | 女の子は好きですか?    | 黒田洋介 | 八谷賢一          | 八谷賢一           | 奥田淳                           | 8月19日        |
| 6    | 恋愛同盟               | 黒田洋介 | くるおひろし      | くるおひろし       | きみしま幾智                     | 8月26日        |
| 7    | おもいでづくり         | 黒田洋介 | 蒼井啓            | 菅沼栄治           | 合田浩章                         | 9月2日         |
| 8    | 恋は素直に             | 黒田洋介 | 井出安軌          | 小川浩司           | 山元浩                           | 9月9日         |
| 9    | ぬけがけしないで       | 黒田洋介 | 野中卓也          | 野中卓也           | 山下祐                           | 9月16日        |
| 10   | もういちど走りたい     | 黒田洋介 | くるおひろし      | くるおひろし       | きみしま幾智                     | 9月30日        |
| 11   | あなたに好きと伝えたい | 黒田洋介 | あおきえい        | あおきえい         | 坂田理                           | 10月7日        |
| 12   | 3人でツインズ          | 黒田洋介 | 米田和博 井出安軌 | 八谷賢一           | 大河原晴男 合田浩章 きみしま幾智 | 10月14日       |
| 13   | 夏は終わらない         | 黒田洋介 | 菅沼栄治          | 八谷賢一           | 合田浩章                         | -              |

※13話はテレビ未放送でDVD7巻に収録

## 関連商品

### Blu-ray
- Blu-ray Box Complete Edition

### DVD
- 1st Shot
  - 1st Shot Memories SPECIAL
- 2nd Shot
- 3rd Shot
- 4th Shot
- 5th Shot
- 6th Shot
- 7th Shot
  - 7th Shot Memories SPECIAL
- DVDメモリアルBOX

### CD
- 主題歌マキシシングル「Second Flight」
- イメージサウンドトラック「Soleil」
- みずほ先生とはちみつ（はあと）ツインズ主題歌「行くよ? Lucky Wave」
- イメージヴォーカルアルバム「Esquisse」
- コンプリートオリジナルサウンドトラック「Photograph」
- みずほ先生とはちみつ（はあと）ツインズ ドラマアルバム
  - 1時間目「いちゃいちゃツインズ」
  - 2時間目「百合百合ツインズ」
  - 3時間目「いくいくツインズ」
- 外伝アナザーストーリー「おねがい☆フレンズ」
  - 深衣奈と樺恋の同級生“秋那”と“双葉”を主人公とした本編の1年後のお話。オリジナルキャラとして「篠原春巳（しのはらはるみ。声：羽多野渉）」が登場する。

### コミック
- 電撃コミックス おねがい☆ツインズ（作画：あきかん）
  - 発売日：2005年9月27日

### 小説
- おねがい☆ツインズ1「一人と二人」（作：雑破業）
  - 発売日：2003年11月10日
- おねがい☆ツインズ2「二人と一人」（作：雑破業）
  - 発売日：2004年5月10日

### ムック、その他
- おねがい☆ツインズ 設定資料集
- おねがい☆ツインズ POSTER BOOK
- おねがい☆ツインズ ビジュアルコレクション
- おねがい☆ツインズ オフィシャルファンブック Lien-絆-
- 清酒「深衣奈搾り」「樺恋搾り」（木崎湖キャンプ場限定発売）